# Les Cahiers retrouvés de Nina Vyroubova
 (mai 2020).
Si vous disposez d'ouvrages ou d'articles de référence ou si vous connaissez des sites web de qualité traitant du thème abordé ici, merci de compléter l'article en donnant les références utiles à sa vérifiabilité et en les liant à la section « Notes et références ».
Pour plus de détails, voir Fiche technique et Distribution.
Les Cahiers retrouvés de Nina Vyroubova est un documentaire français écrit, coproduit et réalisé en 1995 par Dominique Delouche, sorti en 1996.

## Synopsis
Il était une fois une petite fille qui s'appelait Nina. Née en Crimée, elle n'a que trois ans quand elle émigre en France avec sa mère. Celle-ci y devient professeur de danse et la fillette son élève. Formée par la suite par de grands noms de la danse russe (Trefilova, Preobrajensia, Egorova), la jeune fille devient danseuse des Ballets polonais. puis des Ballets russes de Paris. En 1946, premier miracle, une bonne fée du nom de Roland Petit la choisit pour être la vedette du ballet "Les Forains" d'Henri Sauguet. Trois ans plus tard, le destin sourit à nouveau à la petite réfugiée de Meudon : l'immense chorégraphe Serge Lifar fait appel à elle pour remplacer la danseuse étoile de l'Opéra de Paris, Yvette Chauviré. Nina est devenue une incontournable de la danse. Alliant une technique de haut niveau à un goût marqué pour l'expressivité, le lyrisme, du mysticisme et l'expressivité, Nina Vyroubova poursuit une brillante carrière internationale dans la troupe du Marquis de Cuevas. Se retirant au milieu des années 1960, elle se consacre à l'enseignement. Le film de Dominique Delouche la suit ce rôle de passeuse œuvrant inlassablement à la transmission de son art auprès de jeunes danseuses de l'Opéra de Paris. Nous l'accompagnons également lors d'un voyage dans sa Russie natale, à Saint-Pétersbourg, où elle est honorée à l'Académie russe de ballet, et à Gurzuf, la ville de Crimée sur la mer Noire où elle naquit en 1921. Tout au long du film, des photos, des images d'archives et des extraits de films (dont deux de Delouche) sont intercalés entre les séquences consacrées au présent, reliant de manière émouvante une histoire de vie particulièrement réussie, mélange heureux de talent personnel exceptionnel et d’opportunités saisies au bon moment.

## Fiche technique
- Titre : Les Cahiers retrouvés de Nina Vyroubova
- Réalisateur, scénariste et producteur : Dominique Delouche[1],[2]
- Assistants réalisateurs : Thierry Brunet, Stéphane Jourda
- Coproducteurs : Dominique Wallon, Jean-Pierre Elkabbach (non crédités)
- Producteur exécutif en Russie : Alexandre Metelitsa
- Sociétés de production : Les Films du Prieuré (Paris), France 2, France Supervision, avec la participation du Ministère des Affaires Etrangères et du Ministère de la Culture et le soutien du Plan 16/9 de l'Union Européenne
- Sociétés de distribution : Les Films du Prieuré / Les Acacias et, en DVD : Doriane Films (Collection "Etoiles pour l'exemple N°2)
- Directeur de la photographie : Daniel Vogel
- Cadreur en Russie : Pavel Grindvald
- Assistant opérateur : Alain Herpe
- Électricien : Guillaume Leturgie (non crédité)
- Archives filmées : Collection Monique Parravicini
- Photographies d'archives : Serge Lido
- Morceaux dansés : 
  - « La Barre », chorégraphie de Serge Lifar sur « L'Impromptu N°4 » de Franz Schubert, danseuse : Isabelle Ciaravola
  - « Phèdre», ballet de Georges Auric sur un argument de Jean Cocteau d'après Sophocle, danseurs :  Delphine Moussin et Yann Saiz
  - « La Somnambule », chorégraphie de George Balanchine d'après l'opéra « La Sonnmbula » de Vincenzo Bellini, danseurs : Muriel Hallé et Valéry Collin
- Études musicales : Françoise Le Gonidec
- Pianiste : Dominique Delouche (non crédité)
- Montage : Isabelle Dedieu
- Ingénieurs du son : Michel Berthez / Lev Jegov (en Russie)
- Traductrices-interprètes : Léna Baïevskaïa, Valentina Courage
- Tournage : en 1995 (en juillet pour les vues en Russie)
- Pays :  France
- Genre : documentaire
- Format : couleurs - Négatif et Positif : 35 mm
- Durée : 91 minutes
- Remerciements : Irène Lidova, Opéra de Paris, Cinémathèque de la Danse, Oleg Vinogradov, Natlia Metelitsa, Irina Evstigneeva, Léonide Madirov, Inna Zubkovskaïa, Marina Vivien, Igor Belski, Nikita Dolgouchine
- Visa de contrôle cinématographique no 87983 (Tous publics)
- Copyright 1995 Les Films du Prieuré/France 2/France Supervision
- Dates de sortie : 
  - Sortie nationale : le 13 mars 1996
- Sortie en DVD : 28 novembre 2011

## Distribution
- Nina Vyroubova
- Cyril Atanassof
- Delphine Moussin
- Isabelle Ciaravola
- Muriel Hallé
- Valéry Colin
- Yann Saiz
- Dominique Delouche
- et dans des séquences d'archives : Attilio Labis, Serge Lifar et Irène Lidova
- commentaire dit par : Nina Vyrouba

## Autour du film
- Les prises de vues ont eu lieu majoritairement à l'Opéra de Paris mais aussi à Saint-Pétersbourg et à Hourzouf
- Ce film comporte deux extraits de films préalablement réalisés par Dominique Delouche, Le Spectre de la danse et L'Adage.